# Radhanti Maharaj
Tridandi Swami Bhakti Srirupa Radhanti Maharaj (setembro de 1945) é um sannyasi vaishnava (devoto de Vishnu ou Krishna) brasileiro. Vive e prega na cidade de Porto Alegre à frente da sua missão. Ele ficou conhecido entre seus amigos e alunos simplesmente por “Maharaj”.
Ele está estabelecido na sucessão discipular fidedigna da escola filosófica mais antiga e tradicional da Índia védica denominada "Brahma Madhava Gaudiya Vaishnava Sampradaya" cujos antecessores escreveram toda a literatura védica tal como é conhecida, seguida e estudada até os dias atuais. Radhanti Maharaj recebeu a iniciação harinama e a diksa brahminica de Srila Bhakti Sundar Dev-Goswami Maharaj, seu mestre espiritual indiano o qual tinha a sede principal do seu monastério, o Sri Chaitanya Saraswati Math, estabelecida na cidade de Nabadwip Navadwipa, na Bengala Oriental.
Maharaj tomou sannyasi ou a ordem renunciada de vida do seu irmão espiritual Srila B. S. Padmanabha Maharaj, de acordo com a tradição e as regulações dispostas no sistema védico e vaishnava. Radhanti Maharaj é o fundador do Sri Krishna Chaitanya Mahaprabhu Ashram, a primeira escola filosófica védica brasileira que não é uma filial de algum math ou monastério da Índia, portanto, sem vinculação a alguma missão em particular, mas reverenciando todos os grandes mestres e acháryas antigos e atuais tais como: Srila Prabhupada, Srila B. R. Sridhar Maharaj, Srila Bhaktisundara Govinda Maharaj, Srila Bhaktivedanta Narayana Gosvami Maharaj e todos os grandes gurus na linha de Mahaprabhu.

## Fotografias

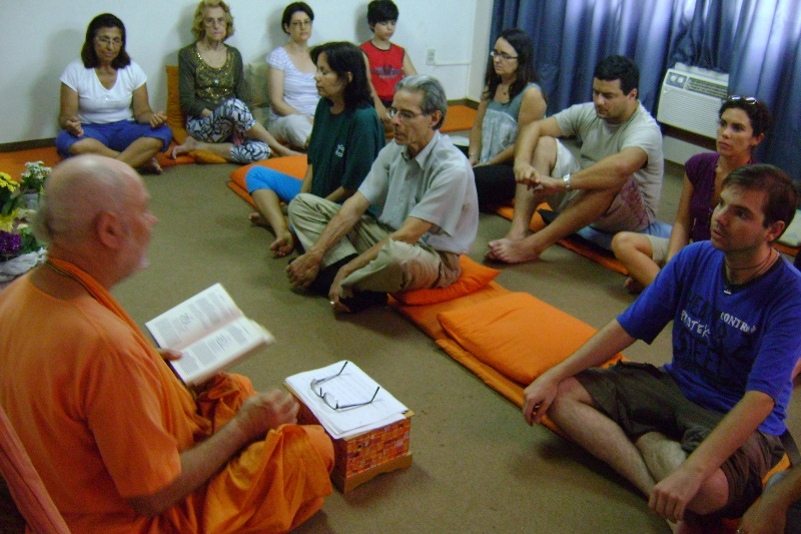
Uma aula sobre o Bhagavad-gita
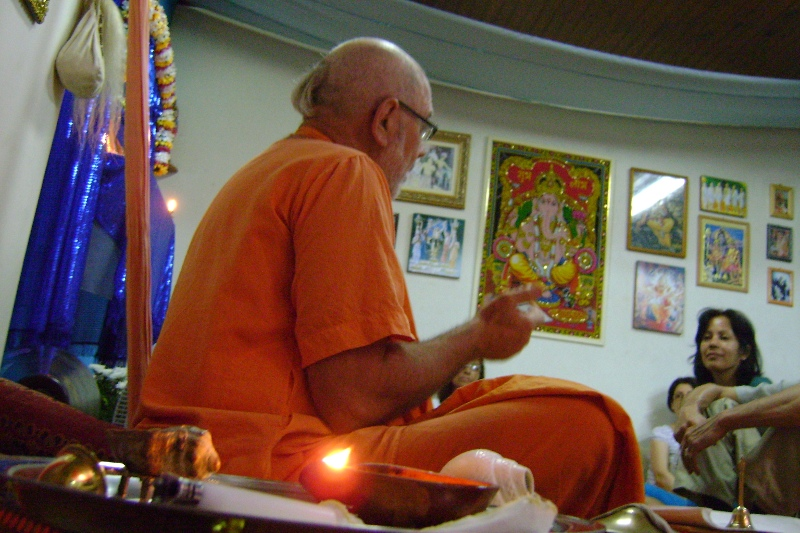
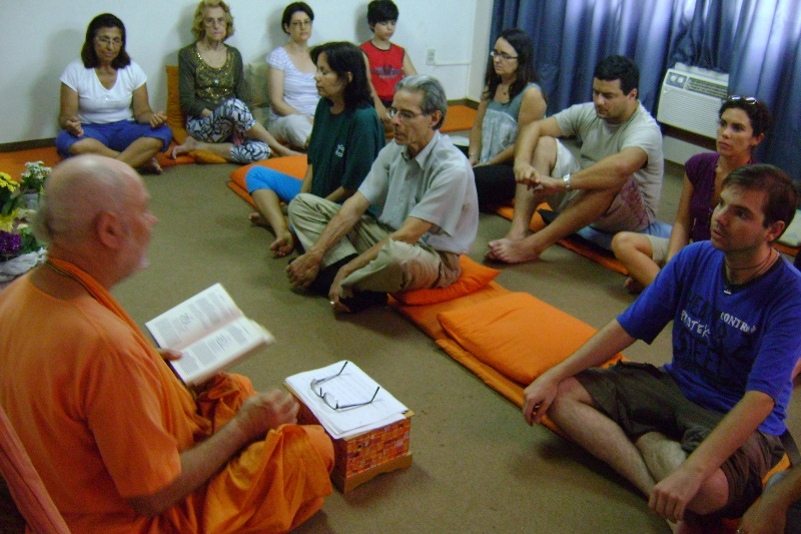
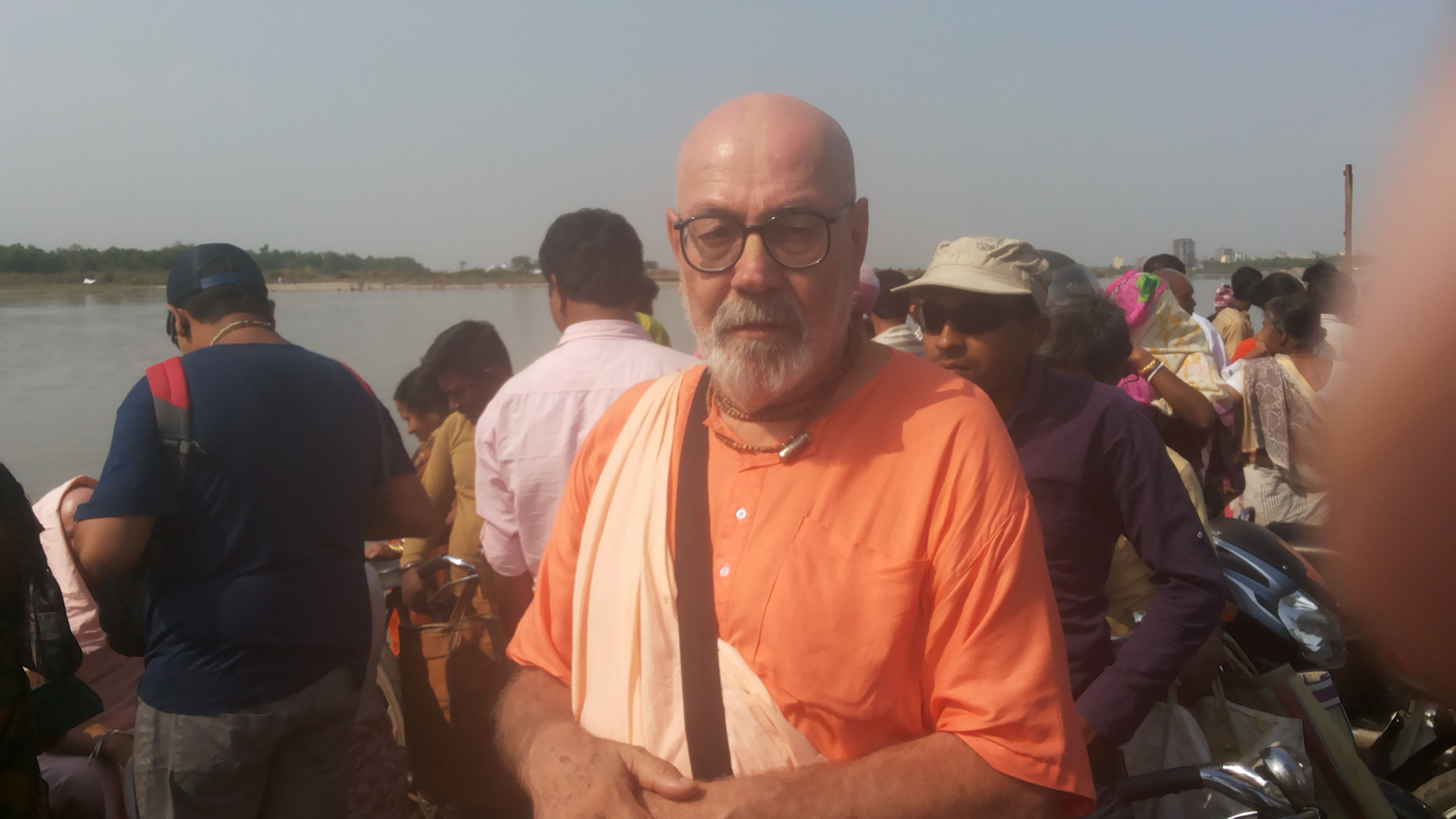
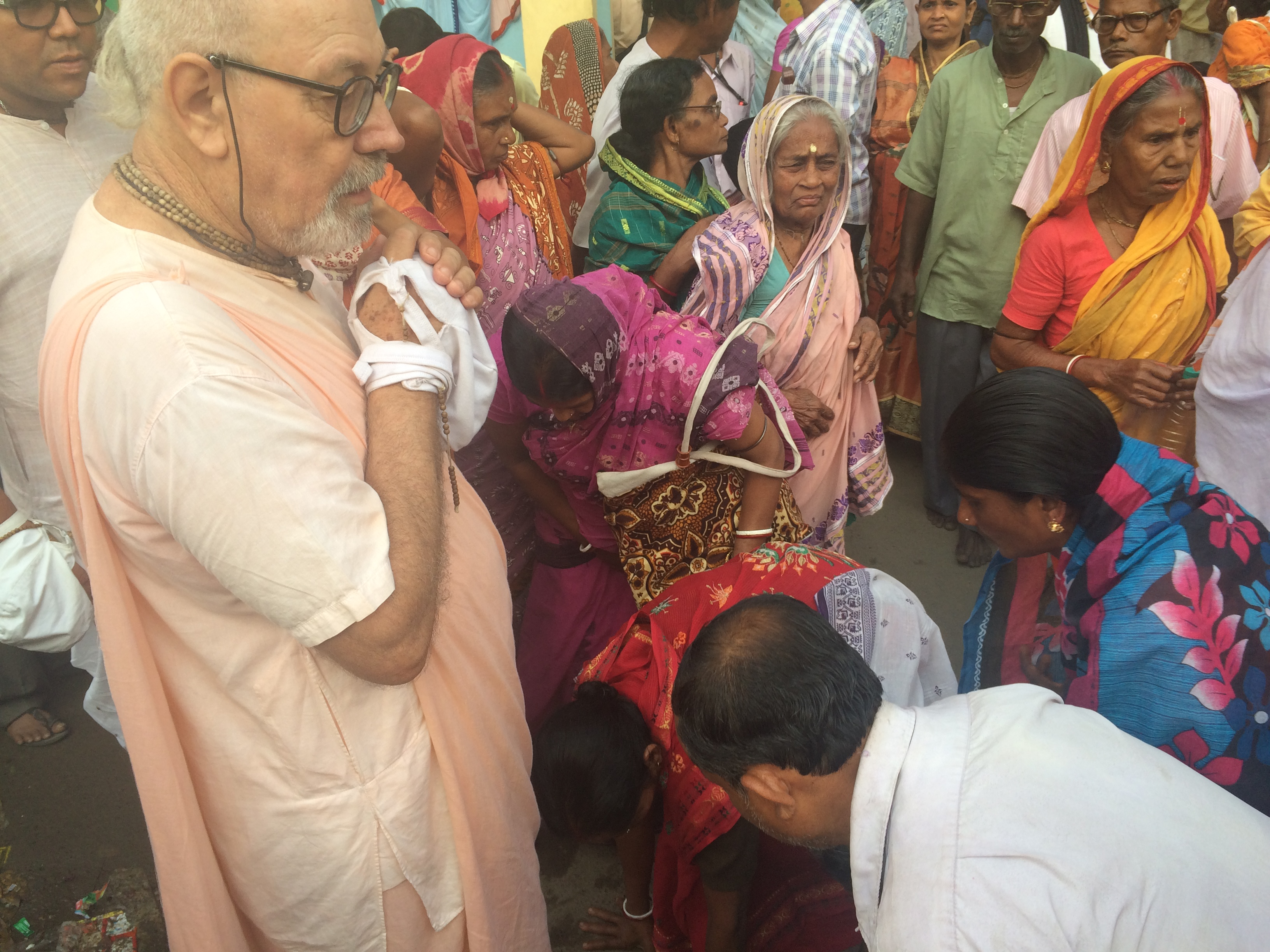